# Az Egyesült Arab Emírségek világörökségi helyszínei
Az Egyesült Arab Emírségek területéről eddig egy helyszín került fel a világörökségi listára, nyolc helyszín a javaslati listán várakozik a felvételre.
| | el-Ajn |
| Felvétel: 2011 |        |
| Kulturális (III)(IV)(V) |        |
| Hivatkozás: 1343, védett terület: 4 945,4 ha, pufferzóna: 7 605,4 ha |        |
| El-Ajn az Omán, Mezopotámia, a Perzsa-öböl és az Arab-félsziget felé vezető egykori karavánutak egyik csomópontjánál helyezkedik el. A helyszín tizenhét lelőhelyből áll (Hafit, Hili, Bidaa Bint Saud és oázisok), amelyek közül a legkorábbiak a neolitikum idejére datálhatók. A legfontosabb leletek a bronzkortól a vaskorig terjedő időszakból származnak. A lelőhelyeken rekonstruálhatók azok a folyamatok, amelyek során az egymást követő nomád, vadászó népcsoportok letelepedtek. Jellemző épületmaradványok a megközelítőleg i. e. 2500-re datálható kör alakú kősírok, tornyok, paloták, adminisztratív célokra használt épületek, lakóházak és öntöző rendszerek romjai. A területen körülbelül ötezer éve folytatnak növénytermesztést és a kezdetektől fogva tudatos vízgazdálkodásra törekedtek. Hafit temetőjében és épületein tanulmányozhatók a helyi bronzkori majd később a vaskori kultúra fejlődése. Az oázisok virágzó kultúrájának története még nem kellően dokumentált a kutatások jelenleg is folynak. |        |

## Elhelyezkedése
| Világörökségi helyszínek |
| ------------------------ |
| el-Ajn                   |